# Gran Premio di superbike di Laguna Seca 1997
Il Gran Premio di superbike di Laguna Seca 1997 è stato la sesta prova su dodici del campionato mondiale Superbike 1997, disputato il 13 luglio sul circuito di Laguna Seca, ha visto la vittoria di John Kocinski in gara 1, lo stesso pilota si è ripetuto anche in gara 2.

## Risultati

### Gara 1

#### Arrivati al traguardo[3]
| Pos. | Nº | Pilota               | Squadra                  | Motocicletta | Giri | Tempo     | Griglia | Punti |
| ---- | -- | -------------------- | ------------------------ | ------------ | ---- | --------- | ------- | ----- |
| 1º   | 3  | John Kocinski        | Castrol Honda            | Honda        | 28   | 41:00.380 | 2º      | 25    |
| 2º   | 4  | Carl Fogarty         | Ducati Racing ADVF       | Ducati       | 28   | +0:00.139 | 11º     | 20    |
| 3º   | 5  | Miguel Duhamel       | American Honda           | Honda        | 28   | +0:08.707 | 5º      | 16    |
| 4º   | 6  | Simon Crafar         | Kawasaki Racing          | Kawasaki     | 28   | +0:14.238 | 10º     | 13    |
| 5º   | 10 | Doug Chandler        | Muzzy Kawasaki           | Kawasaki     | 28   | +0:18.930 | 3º      | 11    |
| 6º   | 22 | Scott Russell        | Yamaha World Superbike   | Yamaha       | 28   | +0:19.571 | 7º      | 10    |
| 7º   | 2  | Aaron Slight         | Castrol Honda            | Honda        | 28   | +0:20.224 | 13º     | 9     |
| 8º   | 12 | James Whitham        | Suzuki World Superbike   | Suzuki       | 28   | +0:31.595 | 16º     | 8     |
| 9º   | 15 | Piergiorgio Bontempi | Kawasaki Italy Bertocchi | Kawasaki     | 28   | +0:31.614 | 6º      | 7     |
| 10º  | 8  | Akira Yanagawa       | Kawasaki Racing          | Kawasaki     | 28   | +0:31.806 | 4º      | 6     |
| 11º  | 41 | Steve Crevier        | American Honda           | Honda        | 28   | +0:35.522 | 17º     | 5     |
| 12º  | 16 | Tom Kipp             | Yamaha Motors Corp.      | Yamaha       | 28   | +0:35.962 | 14º     | 4     |
| 13º  | 34 | Pascal Picotte       | American Suzuki          | Suzuki       | 28   | +0:42.224 | 12º     | 3     |
| 14º  | 11 | Mike Hale            | Suzuki World Superbike   | Suzuki       | 28   | +0:47.207 | 18º     | 2     |
| 15º  | 31 | Igor Jerman          | MD Depala Vas            | Kawasaki     | 28   | +1:27.038 | 22º     | 1     |
| 16º  | 69 | Mike Krynock         | San Francisco Bay Brands | Suzuki       | 27   | +1 giro   | 23º     |       |

#### Ritirati
| Nº | Pilota              | Squadra             | Motocicletta | Giri | Griglia |
| -- | ------------------- | ------------------- | ------------ | ---- | ------- |
| 14 | James Haydon        | Gio.Ca.Moto         | Ducati       | 20   | 19º     |
| 36 | Mat Mladin          | Fast by Ferracci    | Ducati       | 17   | 15º     |
| 9  | Neil Hodgson        | Ducati Racing ADVF  | Ducati       | 16   | 8º      |
| 25 | David Sadowski      | Gio.Ca.Moto America | Ducati       | 14   | 20º     |
| 20 | Aaron Yates         | American Suzuki     | Suzuki       | 11   | 9º      |
| 7  | Pierfrancesco Chili | Gattolone Racing    | Ducati       | 5    | 1º      |

### Gara 2

#### Arrivati al traguardo[4]
| Pos. | Nº | Pilota               | Squadra                  | Motocicletta | Giri | Tempo     | Griglia | Punti |
| ---- | -- | -------------------- | ------------------------ | ------------ | ---- | --------- | ------- | ----- |
| 1º   | 3  | John Kocinski        | Castrol Honda            | Honda        | 28   | 40:57.308 | 2º      | 25    |
| 2º   | 4  | Carl Fogarty         | Ducati Racing ADVF       | Ducati       | 28   | +0:04.862 | 11º     | 20    |
| 3º   | 5  | Miguel Duhamel       | American Honda           | Honda        | 28   | +0:08.554 | 5º      | 16    |
| 4º   | 22 | Scott Russell        | Yamaha World Superbike   | Yamaha       | 28   | +0:08.612 | 7º      | 13    |
| 5º   | 8  | Akira Yanagawa       | Kawasaki Racing          | Kawasaki     | 28   | +0:10.527 | 4º      | 11    |
| 6º   | 7  | Pierfrancesco Chili  | Gattolone Racing         | Ducati       | 28   | +0:19.587 | 1º      | 10    |
| 7º   | 15 | Piergiorgio Bontempi | Kawasaki Italy Bertocchi | Kawasaki     | 28   | +0:31.494 | 6º      | 9     |
| 8º   | 16 | Tom Kipp             | Yamaha Motors Corp.      | Yamaha       | 28   | +0:32.683 | 14º     | 8     |
| 9º   | 9  | Neil Hodgson         | Ducati Racing ADVF       | Ducati       | 28   | +0:32.761 | 8º      | 7     |
| 10º  | 2  | Aaron Slight         | Castrol Honda            | Honda        | 28   | +0:33.867 | 13º     | 6     |
| 11º  | 20 | Aaron Yates          | American Suzuki          | Suzuki       | 28   | +0:40.948 | 9º      | 5     |
| 12º  | 41 | Steve Crevier        | American Honda           | Honda        | 27   | +1 giro   | 17º     | 4     |
| 13º  | 31 | Igor Jerman          | MD Depala Vas            | Kawasaki     | 27   | +1 giro   | 22º     | 3     |
| 14º  | 69 | Mike Krynock         | San Francisco Bay Brands | Suzuki       | 27   | +1 giro   | 23º     |       |

#### Ritirati
| Nº | Pilota         | Squadra                | Motocicletta | Giri | Griglia |
| -- | -------------- | ---------------------- | ------------ | ---- | ------- |
| 36 | Mat Mladin     | Fast by Ferracci       | Ducati       | 21   | 15º     |
| 14 | James Haydon   | Gio.Ca.Moto            | Ducati       | 9    | 19º     |
| 12 | James Whitham  | Suzuki World Superbike | Suzuki       | 9    | 16º     |
| 6  | Simon Crafar   | Kawasaki Racing        | Kawasaki     | 6    | 10º     |
| 34 | Pascal Picotte | American Suzuki        | Suzuki       | 6    | 12º     |
| 10 | Doug Chandler  | Muzzy Kawasaki         | Kawasaki     | 3    | 3º      |
| 11 | Mike Hale      | Suzuki World Superbike | Suzuki       | 2    | 18º     |